# Зеленьки (Киевская область)
Зеле́ньки (укр. Зеле́ньки) — село, входит в Мироновский район Киевской области Украины.
Население по переписи 2001 года составляло 1873 человека. Почтовый индекс — 08832. Телефонный код — 4574. Занимает площадь 11,37 км². Код КОАТУУ — 3222982201.

## Местный совет
08832, Київська обл., Миронівський р-н, с. Зеленьки, вул. Леніна, 17